# Göran Crafoord
Göran Patrik Crafoord, född 27 mars 1939 i Göteborg, är en svensk seglare. Han tävlade för Göteborgs KSS.
Crafoord tävlade i drake för Sverige vid olympiska sommarspelen 1960 i Rom. Tillsammans med klubbkamraterna Sten Elliot och Bengt Palmquist seglade de båten Galejan II till en 20:e plats.